# Пшедборув
Пшедборув (пол. Przedborów) — село в Польщі, у гміні Мікстат Остшешовського повіту Великопольського воєводства.
Населення — 361 особа (2011).
У 1975-1998 роках село належало до Каліського воєводства.

## Демографія
Демографічна структура станом на 31 березня 2011 року:
|          | Загалом | Допрацездатний вік | Працездатний вік | Постпрацездатний вік |
| -------- | ------- | ------------------ | ---------------- | -------------------- |
| Чоловіки | 183     | 48                 | 115              | 20                   |
| Жінки    | 178     | 41                 | 100              | 37                   |
| Разом    | 361     | 89                 | 215              | 57                   |